# Campanularia ambiplica
Campanularia ambiplica är en nässeldjursart som beskrevs av Nicolaas `Claas' Mulder och Trebilcock 1914. Campanularia ambiplica ingår i släktet Campanularia och familjen Campanulariidae. Inga underarter finns listade i Catalogue of Life.